# Nizamabad (Telangana)
Nizamabad è una suddivisione dell'India, classificata come municipality, di 286.956 abitanti, capoluogo del distretto di Nizamabad, nello stato federato del Telangana. In base al numero di abitanti la città rientra nella classe I (da 100.000 persone in su).

## Geografia fisica
La città è situata a 16° 31' 60 N e 78° 40' 0 E e ha un'altitudine di 394 m s.l.m..

## Società

### Evoluzione demografica
Al censimento del 2001 la popolazione di Nizamabad assommava a 286.956 persone, delle quali 145.457 maschi e 141.499 femmine. I bambini di età inferiore o uguale ai sei anni assommavano a 37.736, dei quali 19.073 maschi e 18.663 femmine. Infine, coloro che erano in grado di saper almeno leggere e scrivere erano 182.375, dei quali 103.973 maschi e 78.402 femmine.